# HD 153
HD 153 — звезда, которая находится в созвездии Андромеда на расстоянии около 401 светового года от нас.

## Характеристики
HD 105 — звезда 8,357m величины, не видимая невооружённым глазом. Впервые в астрономической литературе она упоминается в каталоге Генри Дрейпера, изданном в начале XX века. Это жёлтый карлик, имеющий массу, равную 1,3 массы Солнца. Возраст звезды оценивается приблизительно в 3,8 миллиардов лет. Планет в данной системе пока обнаружено не было.